# 热纳维耶芙·德丰特奈
热纳维耶芙·苏珊·玛丽-特蕾莎·穆尔曼（法語：Geneviève Suzanne Marie-Thérèse Mulmann，1932年8月30日—2023年8月1日），以“热纳维耶芙·德丰特奈（Geneviève de Fontenay）”被专业人士熟知，是法国一名女性商人。她自1981年起担任法国小姐委员会主席职务直至2007年；在从法国小姐委员会辞职后，她于2010年创办了法兰西魅力小姐选美活动并担任该选美机构主席直至2016年退休。

## 早年境况
热纳维耶芙·苏珊·玛丽-特蕾莎·穆尔曼于1932年8月30日出生在法国洛林的隆维。她是安德烈·穆尔曼（André Mulmann）和玛丽·泰蕾兹·马丁（Marie-Thérèse Martin）的女儿，热纳维耶芙是他们家庭十个孩子中的长女；她的父亲安德烈是阿贡当日一家钢铁厂的采矿工程师。热纳维耶芙在斯特拉斯堡一所酒店学校学习，随后在她17岁时前往巴黎接受美容师的学习。1950年代，热纳维耶芙和她的伴侣搬迁至圣克卢定居；在这里，热纳维耶芙开始成为一名时尚设计师和模特儿。

## 职业履历

### 法国小姐（1954年至2010年）
热纳维耶芙于1954年进入法国小姐委员会开始她的职业生涯。她当时被时任法国小姐委员会主席的盖伊·里纳尔（Guy Rinaldo）聘为委员会秘书长。
她的伴侣路易斯·波洛（Louis Poirot）在1957年成为法国小姐的总代表，而她则在1962年被聘为他的助理。
2010年，热纳维耶芙·德丰特奈正式与法国小姐段断绝关系。

#### 主席任期（1981年至2007年）
热纳维耶芙·德丰特奈在她的伴侣兼法国小姐委员会前任主席路易斯·波洛去世后接任为委员会主席；而在她和她的儿子泽维尔·波洛·德丰特奈（Xavier Poirot de Fontenay）控制该组织后，他们将这个组织改制为一家公司。2002年，他们将公司的部分业务出售给恩德莫尚集团，以换取他们对法国小姐在商业和电视宣传方面的工作协助。
2007年12月，热纳维耶芙在瓦莱丽·贝格当选为2008年法国小姐后引发了极大的争议。起因是贝格在当选法国小姐两周为小报《面谈（Entrevue）》拍摄了一系列虽未裸露但充满性暗示的照片，这些照片触怒了热纳维耶芙。她随后在接受法国电台采访的时候强硬表示，如果瓦莱丽·贝格不因为这些不雅照片而主动辞去法国小姐的话，那么她将被委员会强制飞出。同时她还警告恩德莫尚集团，如果他们不同意的话，她将辞职以示抗议。早在四年前，当时的法国小姐桂冠得主莱蒂西亚·布莱热（Lætitia Bléger）就因为替《花花公子》拍摄裸体照片而被热纳维耶芙取消了法国小姐头衔；后来经过谈判，布莱热的头衔最终得以保留。在贝格拒绝主动辞职后，热纳维耶芙批评她应该待在她的家乡留尼汪。因为留尼汪是法国海外省的一部分，热纳维耶芙的这番话被指责有种族歧视性质；这些话在留尼汪引发了极大的抗议热潮。热纳维耶芙最终与贝格达成妥协，贝格可以保留她的法国小姐头衔，但是她不能代表法国参选世界小姐和环球小姐，同时她还失去了为下届法国小姐加冕的权力。
在这起争议事件后，热纳维耶芙辞去了法国小姐委员会主席一职。西尔维·泰利尔接替她成为法国小姐的全国总监，同时承担起热纳维耶芙作为赛事公众形象的全部职能。

### 法兰西魅力小姐（2010年至2016年）
在2010年确认与法国小姐关系决裂之后，热纳维耶芙·德丰特奈宣布她将组织一个全新的全国性选美活动来挑战法国小姐的垄断地位。稍后，热纳维耶芙宣布这项新的选美活动命名为“全国小姐（Miss Nationale）”；同时她将出任该项活动的主席。在与“全国小姐”的品牌持有人米歇尔·帕芒缇耶（Michel Le Parmentier）发生法律纠纷后，热纳维耶芙确认活动将于2011年更名为“法兰西魅力小姐（Miss Prestige Nationale）”。2016年1月，热纳维耶芙·德丰特奈宣布她辞去所有法兰西魅力小姐的职务并正式推出选美行业。

## 公众形象

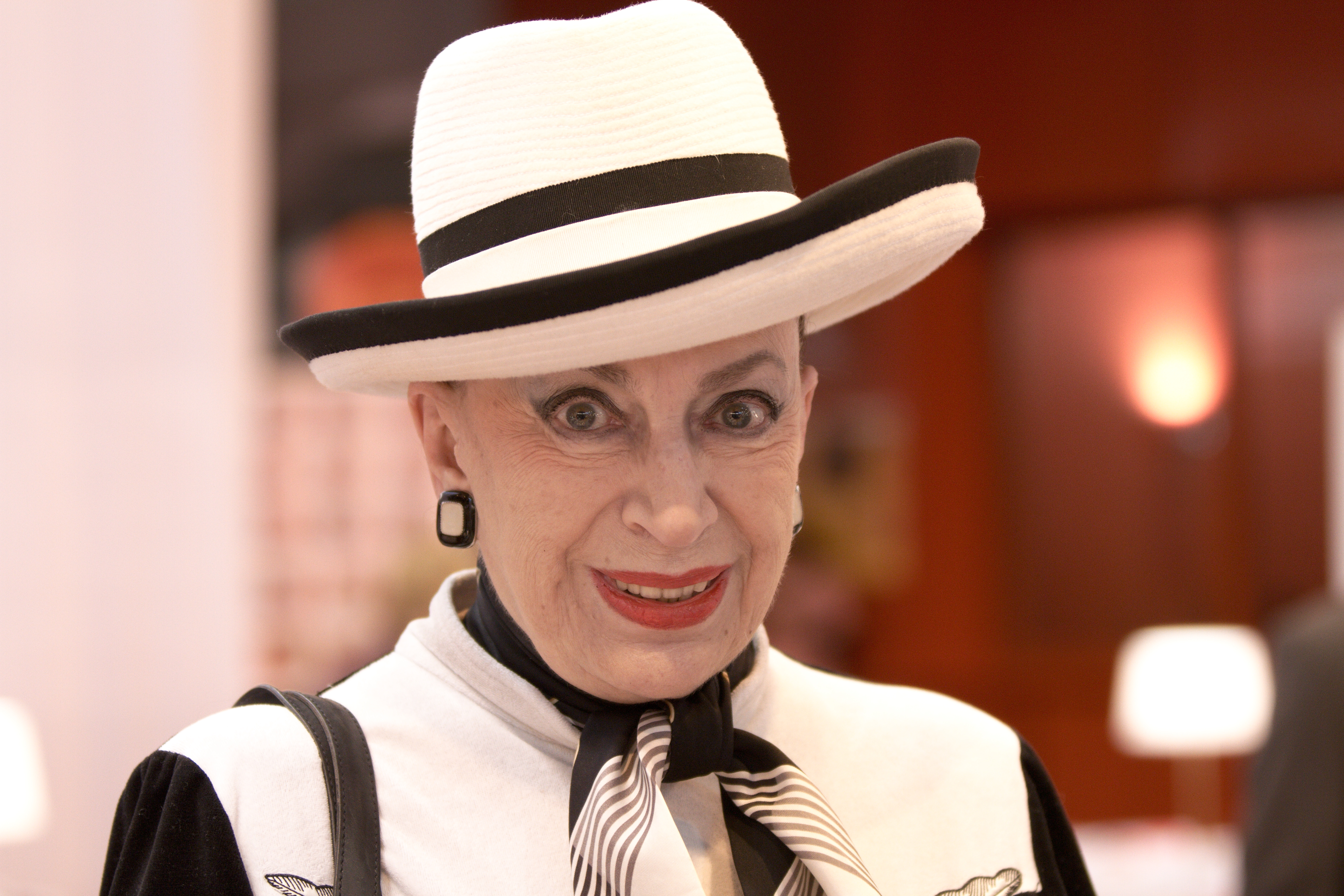
热纳维耶芙·德丰特奈身穿她标志性的黑白色外套并戴着帽子。（摄于2011年）

在作为公众人物的整个过程里，热纳维耶芙·德丰特奈一直以她的穿搭风格而备受好评。从1957年直至她离世，热纳维耶芙在所有的公开亮相中都会带着一顶有檐帽子，而她所有的几乎都是由黑白色调组成。据热纳维耶芙的解释说，这套风格是由她的伴侣路易斯·波洛所建议，理由是路易斯认为热纳维耶芙的头相较于身体有些偏大，而帽子可以很好地修饰这点。于是这顶帽子就成了热纳维耶芙的标志，而法国的媒体也会称呼她为“（戴帽子的女士）”。
2015年，热纳维耶芙在一篇报道中透露，她曾被授予法国最高级别的功勋——荣誉军团勋章，但她拒绝接受这一荣誉。她表示“将绶带授予任何人是一种去神圣化，这变得和巧克力勋章一样了。”

## 个人生活
1954年，热纳维耶芙认识了路易斯·波洛，后者随后成为热纳维耶芙的长期伴侣。尽管路易斯声称自己是一名前法国抵抗运动中的战士和记者，但他却是一个因为欺诈和伪造而被定罪的罪犯。在他们开始交往后，路易斯·波洛开始使用路易斯·波洛·德丰特奈这个名字，而热纳维耶芙也将自己的姓氏改为德丰特奈。两人随后在圣克卢长期定居，大儿子卢多维奇（Ludovic）出生于1954年，但却在1984年过世；二儿子泽维尔则出生于1961年。路易斯·波洛在1981年去世。

### 政治立场
作为公众人物，热纳维耶芙·德丰特奈丝毫不避讳自己的政治信仰。她在2002年法国总统选举中支持工人斗争党的阿莱特·莱基耶；在2007年法国总统选举中支持社会党的塞戈莱娜·罗亚尔；在2012年法国总统选举继续支持社会党的弗朗索瓦·奥朗德。而在2017年法国总统选举中支持前进党的埃马纽埃尔·马克龙，尽管她后来成为马克龙的批评者。热纳维耶芙跟人讲述过她的投票历史，特别是谈到2002年法国总统选举第二轮选举的时候，“我一直投票支持左翼，除了那次我为了反对勒庞而投给了希拉克。”她最初也支持黄背心运动，但后来因此造成交通中断后改为反对态度。
尽管热纳维耶芙在政治立场上是支持左翼的，但她也直言不讳地表示自己是个社会保守派。2016年，她公开表示反对LGBT抚养、代孕及同性伴侣使用辅助生殖技术；同时她还加入了法国反对同性婚姻的“为全民示威”运动。2018年4月，她加入了法国极右翼政党爱国者党魁弗洛里安·菲利波特所提出的一项倡议，以反对时任法国总统马克龙的“反社会政策”；不过后来她与菲利波特保持了距离。2019年，当时任法国小姐委员会全国总监西尔维·泰利尔表示她“不会反对”跨性别女性参加法国小姐比赛时，热纳维耶芙称这个想法“违背自然”和“不光彩”，并且会“玷污法国小姐的头衔”。

### 死讯公布
2023年8月2日，热纳维耶芙·德丰特奈的儿子宣布，她于8月1日晚上在圣克卢家中因心脏骤停而在睡梦中去世，享寿她90岁。热纳维耶芙在去世前的一段时间里一直很虚弱，并与她的兄弟和孙女一起度过了最后的时光。